# Rafael Landívar
Este artículo corresponde al poeta y sacerdote jesuita; para la institución universitaria véase: Universidad Rafael Landívar
Rafael Landívar, S.J. (Santiago de los Caballeros, Guatemala, Capitanía General de Guatemala, 27 de octubre de 1731 - Bolonia, Italia, 27 de septiembre de 1793) fue un poeta y sacerdote jesuita guatemalteco. Es considerado entre los autores importantes de la Escuela Universalista Española del siglo XVIII.

## Formación
Nació en Guatemala el 27 de octubre de 1731, en una casa en la ciudad de Santiago de los Caballeros de Guatemala que estaba frente a la iglesia y convento de la Compañía de Jesús de esa ciudad.
Era descendiente del conquistador español Bernal Díaz del Castillo y por lo tanto sus padres eran ciudadanos acaudalados. Inició su formación académica a los once años en el Colegio Mayor Universitario de San Borja, en la misma ciudad de su nacimiento, que al mismo tiempo era seminario jesuita. En 1744 se inscribió en la Real y Pontificia Universidad de San Carlos Borromeo. Se le confirió el grado de bachiller en filosofía en 1746, cuando aún no cumplía los quince años. Poco más de un año después, en mayo de 1747, obtuvo los grados de licenciado en filosofía y maestro.

## Landívar en la Compañía de Jesús

Emblema de la Compañía de Jesús.

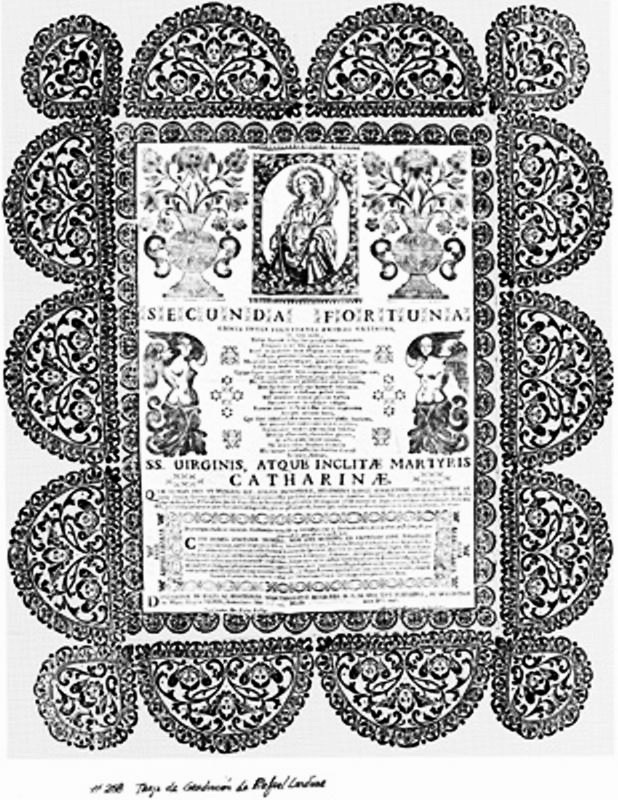
Tarjeta de graduación del Colegio San Borja de Rafael Landívar. Impresa por Blas de Ávila en 1746.

En 1749 se trasladó a México para ingresar a la orden religiosa de la Compañía de Jesús y se ordenó sacerdote en 1755. A su regreso a Guatemala, se desempeñó como rector del colegio San Borja.  
En 1765, con motivo de los terremotos que afectaron a la ciudad de Santiago de los Caballeros de Guatemala en 1751, escribió el siguiente poema, que sería publicado junto con su Rusticatio Mexicana tras la expulsión de los jesuitas de las posesiones españolas en 1767:
| ¡Salud, salud, o dulce Guatemala, Origen y delicia de mi vida! Deja, hermosa, que traiga a la memoria Las dotes las ofrendas que convidas: Tus fuentes, agradables, tus mercados, Tus templos, tus hogares y tu clima. Ya me parece que tus altos montes A lo lejos mi vista determina, Y las praderas y campiñas verdes Que terna primavera fertilizan. Cada rato que cercan las ideas De los torrentes de aguas cristalinas, Y sus playas techadas de sombríos, Por donde las corrientes se deslizan: Los retretes de adornos decorados; Y los verjeles de las rosas chiprias. ¿Qué fuera, si yo el lujo recordase De dorados damascos y cortinas, Ya de sedas vistosas, ya de lanas Con la tyria escarlata bien teñidas? Para mí siempre fueron estas cosas Un nutrimento, un gusto bien sentido, Y dulce alivio que socorre al alma En los pesares y aflicciones mías. Me engaño ¡ah! trastornaron mi cabeza Las ilusiones que el delirio pinta! Lo que era poco ha del gran Reino Ciudad capital, soberbia, altiva, Ora no es más que escombros y montones |

| Sin casas, plazas,, templos, ni guaridas. No quedó ya refugio al vecindario, Ni trepando del monte la alta cima; Pues los fragmentos eran precipicios Que Júpiter fraguó para la ruina. Pero ¡qué digo! Salen ya del polvo Desde el umbral repuestos, reconstruidos, Hasta la cumbre los suntuosos templos Con elegante y sólida maestría. Ya las fuentes se asocian con los ríos: Ya las plazas exhaustas y vacías Se encuentran ocupadas por la turba Restituida a la calma primitiva. Recobra la ciudad rápidamente De sus mismos destrozos nueva vida, Acaso más feliz ¡quiéralo el Cielo! Cual otro fénix de inmortal ceniza. Gózate ya ¡resucitada Madre! ¡Capital de aquel Reino la más rica! Libre vive desde ahora para siempre De temblores, de sus y de ruinas; Y yo haré resonar hasta los astros El eco tierno de canciones vivas, Que pregonen el triunfo esclarecido Que has alcanzado de la muerte impía. Acepta, en tanto, aqueste ronco plectro, Treste consuelo de amorosa rima; Y que por premio conseguir yo pueda Poseer en ti mi suspirada dicha. |

En 1766 pronunció en latín la oración fúnebre del primer arzobispo de Guatemala, Francisco Pardo y Figueredo, afecto a los jesuitas y quien fue sepultado en el templo de la Compañía de Jesús de la Ciudad de México.

## La Expulsión de los Jesuitas

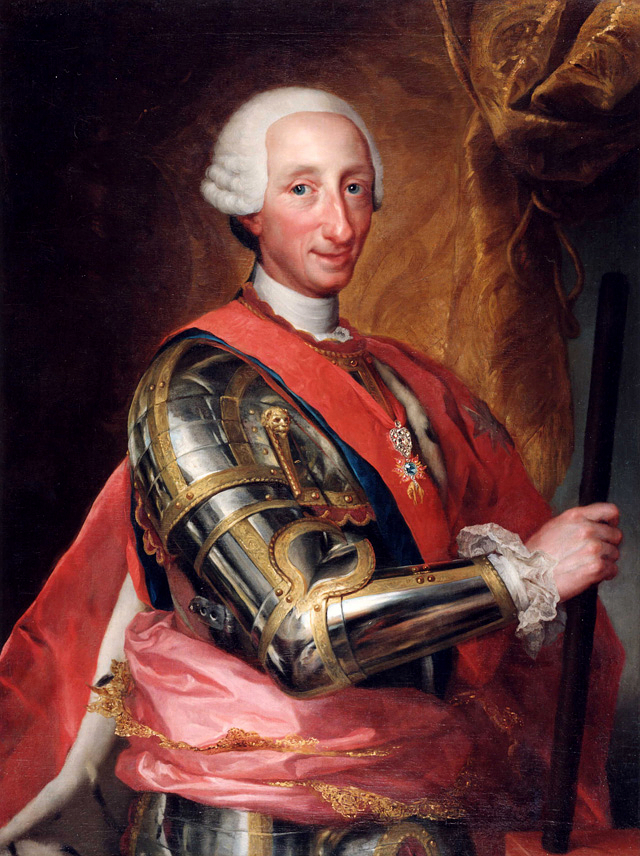
Rey Carlos III de España, que expulsó a los jesuitas de sus territorios en 1767.

Cuando llegó al trono el rey Carlos III en 1759 la situación se tornó difícil para los jesuitas, ya que a diferencia de sus dos antecesores, el nuevo monarca no era favorable a los jesuitas, influido por su madre la reina Isabel de Farnesio, que «siempre les tuvo prevención», y por el ambiente antijesuítico que predominaba en la corte de Nápoles de donde provenía. 
El 2 de abril de 1767 fueron expulsados de España 2641 jesuitas y de las Indias 2630. Los primeros fueron concentrados y embarcados en determinados puertos, siendo acogidos inicialmente en la isla de Córcega perteneciente entonces a la República de Génova. Pero al año siguiente la isla cayó en poder de la Monarquía de Francia donde la orden estaba prohibida desde 1762, lo que obligó al papa Clemente XIII a admitirlos en los Estados Pontificios, a lo que hasta entonces se había negado.  Allí vivieron de la exigua pensión que les asignó Carlos III con el dinero obtenido de la venta de algunos de sus bienes.
Los historiadores del siglo XXI relacionan la expulsión de la orden con la política regalista llevada a cabo por Carlos III, aprovechando los nuevos poderes que había otorgado a la Corona en los temas eclesiásticos el Concordato de 1753, firmado durante el reinado de Fernando VI, y que constituiría la medida más radical de esa política, dirigida precisamente contra la orden religiosa más vinculada al papa debido a su «cuarto voto» de obediencia absoluta al mismo. Así la expulsión "constituye un acto de fuerza y el símbolo del intento de control de la iglesia española. En ese intento, resulta evidente que los principales destinatarios del mensaje eran los miembros del clero regular. La exención de los religiosos era una constante preocupación del gobierno y procuró evitar la dependencia directa de Roma.
En Guatemala, los jesuitas abandonaron su convento en la ciudad de Santiago de los Caballeros de Guatemala y su ingenio fue subastado y vendido a los dominicos.  Por su parte, la iglesia y el colegio San Borja quedaron a cargo del deán de la Catedral.  Sus haciendas pasaron a manos privdas y se considera que muchas de las esculturas y pinturas que existían en los oratorios de las haciendas se encuentran en colecciones privadas de los descendientes de quienes adquirieron las haciendas a finales del siglo XVIII.
Landívar, junto con el resto de los jesuitas guatemaltecos, marcharon a México primero, y luego a Europa, instalándose en Bolonia, Italia.  Es allí donde Landívar publicó su libro Rusticatio Mexicana —Por los Campos de México—, en latín, al igual que su «oración fúnebre» en la muerte del obispo Figueredo y Victoria, benefactor de la Compañía de Jesús. La obra alcanzó tal éxito en su primera edición, editada en Módena en 1781, que se publicó una segunda, en 1782, esta vez en la misma Bolonia, constituida por 15 libros y un apéndice, con un total de 5.348 versos. Algunas de sus otras obras son: A la capital de Guatemala y Pelea de gallos.

## Muerte y sepultura
Murió el 27 de septiembre de 1793, en Bolonia, donde fue sepultado en la iglesia de Santa María delle Muratelle. En 1950 sus restos fueron encontrados y repatriados a Guatemala, en donde fue sepultado en un fastuoso mausoleo que se encuentra en Antigua Guatemala.

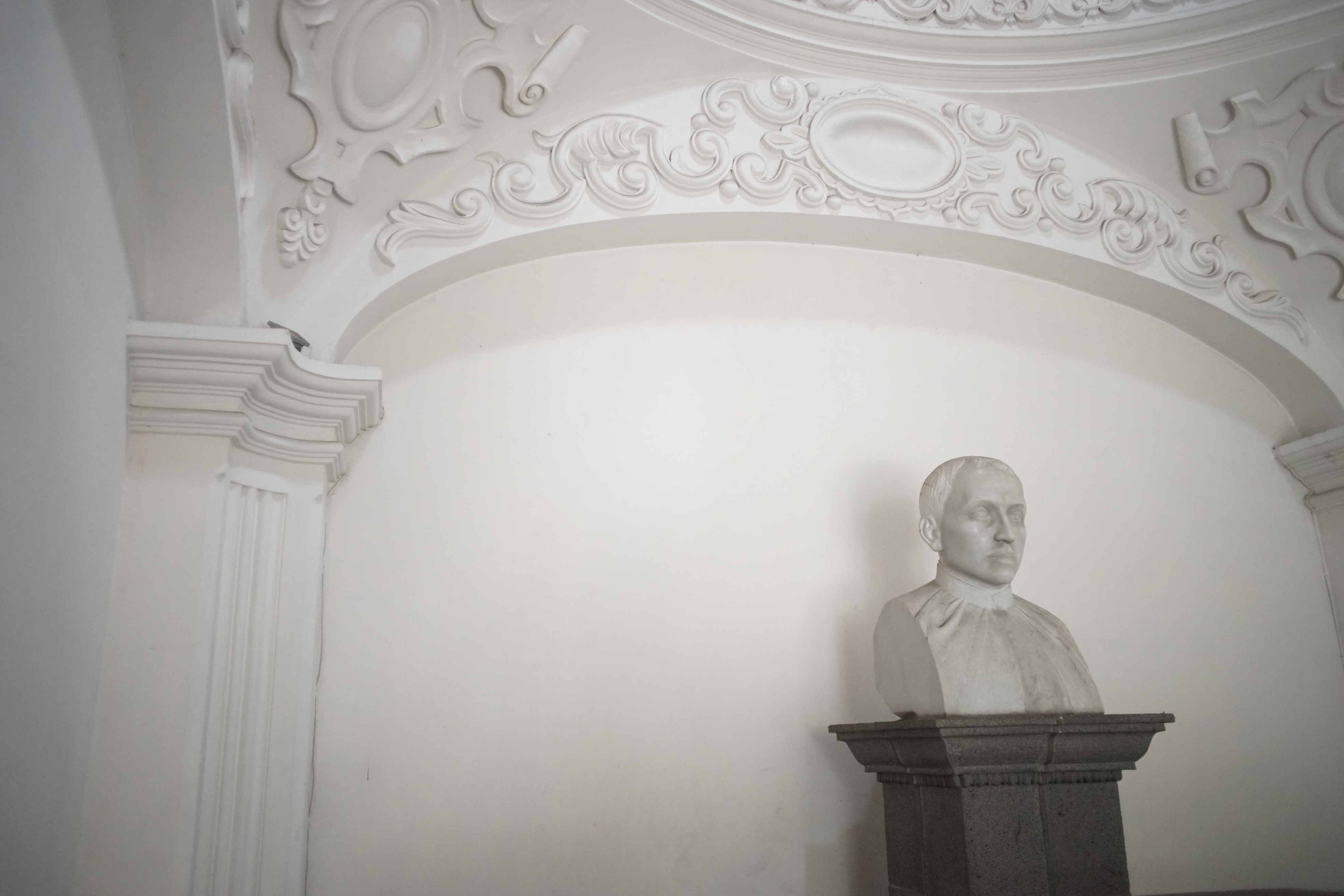
Tumba de Rafael Landivar en Antigua Guatemala

## Instituciones con su nombre

Emblema de la Universidad Rafael Landivar

De acuerdo al historiador Ramón A. Salazar, su obra Rusticatio Mexicana estaba ya casi olvidada en Guatemala en 1897 porque las ediciones eran raras y escasas.  Cuando Salazar fue ministro de Relaciones Exteriores del gobierno del general José María Reina Barrios en 1893, solicitó al cónsul de Guatemala en Venecia para que visitara Bolonia y averiguara todo lo que pudiera sobre Landívar, incluyendo un retrato del fallecido pero fueron muy pocas las referencias que pudo encontrar.  El cónsul envió dos copias de Rusticatio mexicana, una de las cuales fue traducida al español por el doctor Antonio Ramírez Fontecha, quien la imprimió en Madrid, a tiempo para presentarla en la Exposición Centroamericana de 1897; la otra copia fue conservada en la biblioteca del ministerio de Relaciones Exteriores y luego entregada al poeta Joaquín Yela para que hiciera otra traducción de la misma.
En 1956, tras colaborar con el derrocamiento del gobierno del coronel Jacobo Arbenz Guzmán, el arzobispo guatemalteco Mariano Rossell y Arellano logró que en la constitución se incluyera la autorización a la Iglesia católica de tener propiedades, de que el Estado apoyara la educación católica y de que la iglesia poseyera una universidad, por primera vez desde que las órdenes regulares fueron expulsadas de Guatemala en 1872.  Gracias a esto, hubo un auge considerable en la creación de colegios católicos y en 1961 se fundó la Universidad Rafael Landívar, por la Compañía de Jesús que había retornado a Guatemala en 1955.